# Колесник, Сергей Викторович (хоккеист)
Сергей Викторович Колесник (род. 1 января 1974 или 1 апреля 1974, Чебаркуль, Челябинская область) — российский хоккеист, защитник.

## Биография
Воспитанник челябинского «Трактора», тренеры Николай Бец, Виктор Перегудов. Выступал за команды «Мечел» Челябинск (1991/92, 1993/94, 1995/96, 1997/98, РХЛ), «Трактор» (МХЛ, 1992/93 — 1994/95), «УралАЗ» Миасс (1994/95), «Кедр» Новоуральск (1995/96 — 1996/97), «Звезда» Чебаркуль (1997/98).
Бронзовый призёр МХЛ (1993, 1994).
Бронзовый призёр юниорского чемпионата Европы (1992).
Завершил карьеру из-за травм, стал работать в автотранспортном цеху.